# Big Sand Lake (South Seal River)
Der Big Sand Lake (englisch für „großer Sandsee“) ist ein 240 km² großer See im Nordwesten der kanadischen Provinz Manitoba.

## Lage
Der Big Sand Lake liegt östlich des Reindeer Lake und nördlich des Southern Indian Lake. Er liegt im Bereich des Kanadischen Schilds auf einer Höhe von 307 m. Der langgestreckte See hat eine Nord-Süd-Ausdehnung von 70 km und eine maximale Breite von 3,4 km. Größere Zuflüsse sind Katimiwi River und Mistay River. Der South Seal River entwässert den See an dessen Nordende.
Der Big Sand Lake liegt im 8310 km² großen Sand Lakes Provincial Wilderness Park. Am Westufer des Sees liegt der Big Sand Lake Airport.
Der See ist aufgrund seiner großen Entfernung zu Ballungsräumen wie Winnipeg und dem Fehlen eines Straßenanschlusses nur per Flugzeug zu erreichen. Er bildet dennoch das Ziel von Angeltouristen. Im See und in den angrenzenden Gewässern werden folgende Fischarten gefangen: Hecht, Amerikanischer Seesaibling, Glasaugenbarsch und Arktische Äsche.